# Bathsheba Garnett
Bathsheba Garnett (17 de septiembre de 1925, Manhattan, Nueva York, Estados Unidos) es una actriz de cine y televisión estadounidense.

## Biografía
Nació en el año de 1925 en Manhattan, Nueva York y comenzó a actuar en el año de 1951 en pequeñas películas para la televisión.

## Filmografía
- The Guardian (1984) como Mrs. Jacobs.
- The Last Best Year (1990) como Mrs. Morton.
- Side Effects (1994) como Sadie Freedburgs.
- Strange Luck (1995).
- Goosebumps (1995) como Old Crone.
- Home (The X-Files) (1996) como Mujer.
- Mafia Doctor (2003) como Lucie Siena.
- Mean Girls (2004) como Maestra de Alemán.
- G-Spot (2006) como Mujer Judía.
- El nivel del pánico (2007) como Mujer vagabunda.
- Kenny Vs. Spenny (2007) como Mujer vieja.
- Blindness (2008) como Mujer número 2.
- Adoration (2008) como Sobreviviente de Holocausto.
- The Echo (2008) como Mujer Rusa.
- The Jon Dore Televisión Show (2009) como Mrs. Garnett.
- The Ron James Show (2009).
- Bloodletting & Miraculous Cures (2010) como Mrs. Goldberg.
- I, Martin Short, Goes Home (2012) como Tina.
- Dirge (2012) como Mrs. Alma.
- The Witch (2016) como Bruja.[5]